# Eva Steininger-Bludau

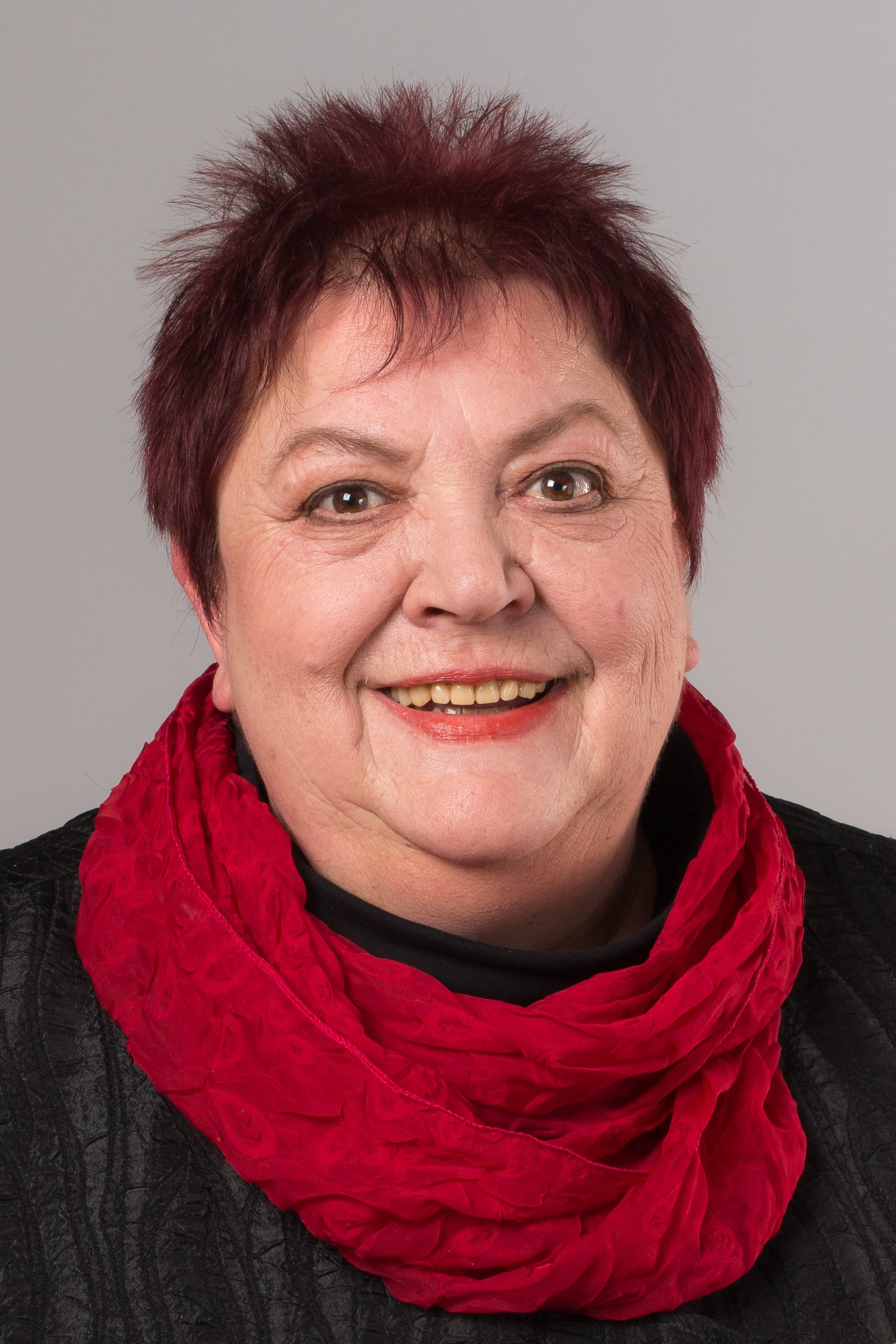
Eva Steininger-Bludau (2013)

Eva Steininger-Bludau (* 21. Juli 1951 in Castrop-Rauxel; † 8. Juni 2022) war eine deutsche Politikerin (SPD).

## Ausbildung und Beruf
Eva Steininger-Bludau absolvierte eine Ausbildung als Arzthelferin.

## Partei
1971 trat sie in die SPD ein. Sie war lange SPD-Ortsvereinsvorsitzende im Castrop-Rauxeler Stadtteil Schwerin.

## Abgeordnete
Von 1981 bis zu ihrer Wahl in den Landtag gehörte sie dem Stadtrat von Castrop-Rauxel an und war lange stellvertretende Bürgermeisterin.
Sie war Mitglied des Kreistages Recklinghausen. Ab 1994 war sie Abgeordnete der Landschaftsversammlung Westfalen-Lippe.
Bei der Landtagswahl 2010 wurde sie im Landtagswahlkreis Recklinghausen V als Direktkandidatin in den Landtag von Nordrhein-Westfalen gewählt und bei der Landtagswahl 2012 wiedergewählt. Dem Landtag der 17. Wahlperiode gehörte sie nicht mehr an.